# 帝銀事件 死刑囚
『帝銀事件 死刑囚』（ていぎんじけん しけいしゅう）は、1964年に公開された日本の映画である。1948年に起きた帝銀事件を描いている。

## 概要

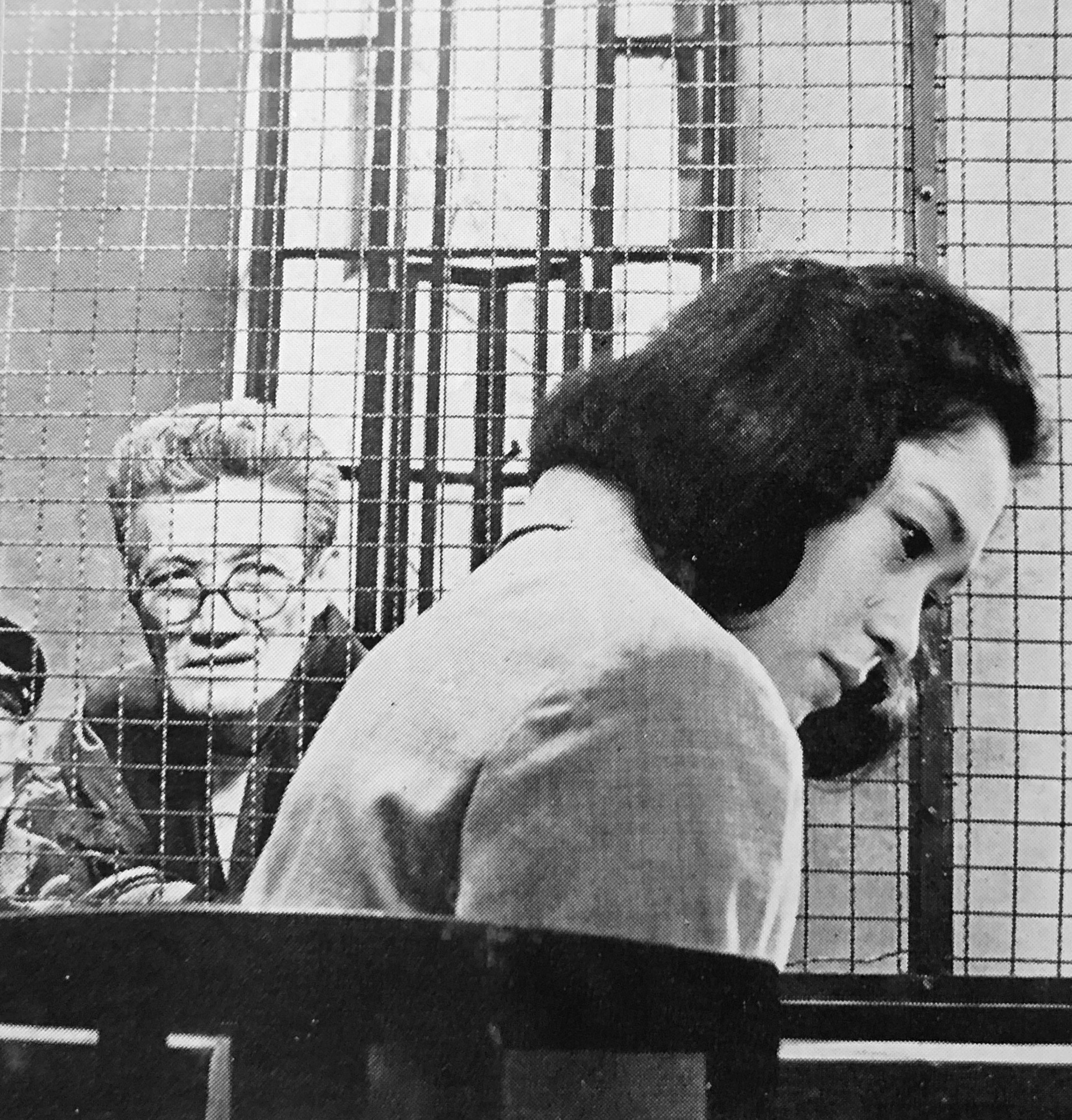
信欣三、柳川慶子

丹念な資料調査、平沢貞通死刑囚との面会、現場の実地の調査や、関係者への取材を積み重ねて製作されたセミドキュメンタリードラマである。熊井啓は1953年の関川秀雄の『ひろしま』で助監督を務め、日活入社後は、すでに脚本家として活躍しており、本作が監督デビュー作となった。
熊井監督は「終戦の1945年8月15日を境にすべての価値観がひっくり返り、それから続く日本の戦後 は、僕らの世代には大きな意味を持ち、この頃が僕にとっては青春時代で、たまたまこの時期に起きたのが帝銀事件だったから、自分としては青春映画のつもりで撮った。しかし誰がつけたか"社会派"のレッテルを貼られた」などと述べている。

## スタッフ
- 監督 - 熊井啓
- 企画 - 柳川武夫
- 脚本 - 熊井啓
- 撮影 - 岩佐一泉
- 美術 - 千葉和彦
- 音楽 - 伊福部昭
- 編集 - 丹治睦夫
- 録音 - 古山恒夫
- スチール - 目黒祐司
- 照明 - 吉田協佐

## キャスト
- 平沢貞通：信欣三
- 平沢志乃：北林谷栄
- 俊子：柳川慶子
- 智子：谷川玲子
- 大野木：鈴木瑞穂
- 笠原：庄司永建
- 武井：内藤武敏
- 阿形：井上昭文
- 鹿島：木浦佑三
- 北川：平田大三郎
- 小田：藤岡重慶
- 稲垣：平田未喜三
- 佐伯：佐野浅夫
- 小林：日野道夫

- 夏堀：小泉郁之助
- 梨岡：伊藤寿章
- 山藤：高品格
- 木村：松下達夫
- 国木田：陶隆
- 森田：草薙幸二郎
- 裁判長：長尾敏之助
- 山本：垂水悟郎
- 正田：宮崎準
- 正枝：笹森礼子
- 英子：山本陽子
- 真犯人の声：加藤嘉（ノンクレジット）

## 製作

### 企画
1963年秋にはすでにこの企画を決定しており、熊井は、仙台市の宮城拘置所（現在の宮城刑務所仙台拘置支所）に平沢を訪ねている。

### 撮影
映画に登場する銀行名、地名、被告名等、事件の核心部分の名称は実名。新聞社の会社名、新聞記者らの名前は架空のものとしたが、撮影のために、帝国銀行椎名町支店の見取り図から忠実に事件現場を再現したセットを設け、瓶、ピペット等、犯行に使われた器具をすべて再現した。毒物を茶碗に正確に注ぎ分けるシーンは、正確に再現するため、日頃からピペットを使い慣れている某研究所員に「手」の演技の代役を依頼し、撮影を完了した。真犯人の声は加藤嘉が担当した。

## 作品の評価
映画は、公開前から評判になり、真犯人を追及する本作の公開を平沢自身も非常に喜んでいた。
1964年5月15日、第46回国会衆議院法務委員会で、日本社会党の坂本泰良議員は、最高裁判所の横田喜三郎長官が同年5月8日、記者からの問い合わせに応えて、本作品について、「興味本位なもので、しかも判決とは違う印象を与えると聞いている。学問的に裁判を批判するのは自由だが、この映画については遺憾だと考えている。」と発言したこと（5月9日付の読売新聞に掲載）を紹介し、発言の真意を質した。これに対して、関根小郷最高裁判所事務総長は、「横田長官はまだごらんになっておらない」「特定の事件について無罪であるというような批判を受けるようなことになると、これはやはりおもしろくないのじゃないかということをお話しになった」と答弁した。